# Поздеев, Пётр Кириллович (Герой Советского Союза)
Пётр Кири́ллович Позде́ев (2 июля 1924ֽֽ ౼ 2 декабря 1998) — красноармеец Рабоче-крестьянской Красной Армии, участник Великой Отечественной войны, Герой Советского Союза (1943).

## Биография
Пётр Поздеев родился 2 июля 1924 года в селе Каменка (ныне — Новосибирский район Новосибирской области). Окончил неполную среднюю школу. В августе 1942 года был призван на службу в Рабоче-крестьянскую Красную Армию и направлен на фронт Великой Отечественной войны.
К сентябрю 1943 года красноармеец Пётр Поздеев был разведчиком 955-го стрелкового полка 309-й стрелковой дивизии 40-й армии Воронежского фронта. Отличился во время битвы за Днепр. В ночь с 21 на 22 сентября 1943 года Поздеев в числе первых переправился через Днепр в районе хутора Монастырёк Кагарлыкского района Киевской области Украинской ССР и принял активное участие в боях за захват и удержание плацдарма на его западном берегу, отразив большое количество немецких контратак.
Указом Президиума Верховного Совета СССР от 23 октября 1943 года за «образцовое выполнение боевых заданий командования на фронте борьбы с немецкими захватчиками и проявленные при этом мужество и героизм» красноармеец Пётр Поздеев был удостоен высокого звания Героя Советского Союза с вручением ордена Ленина и медали «Золотая Звезда» за номером 1156.
После окончания войны П. К. Поздеев был демобилизован. Проживал и работал в Новосибирске. Умер 2 декабря 1998 года, похоронен на Северном кладбище Новосибирска.
Был также награждён орденом Отечественной войны 1-й степени и рядом медалей.